# Canouan
Canouan ist eine Insel der Grenadinen, die ungefähr 20 km südwestlich von Mustique liegt und zum karibischen Staat St. Vincent und die Grenadinen gehört. Sie hat eine Fläche von 7,6 km². Zum Zeitpunkt der letzten Volkszählung (2012) hatte Canouan 1683 Einwohner. Wichtigster Ort der Insel ist Charlestown. Auf der Insel gibt es einen Flughafen. 
Wichtigster Wirtschaftszweig ist der Tourismus, insbesondere Luxustourismus. Es gibt zwei große Ferienanlagen: Raffles Resort mit Golfplatz und Casino sowie das „Tamarind“.
Ungefähr 200 v. Chr. erreichten die Arawak die Insel und wurden ungefähr 1300 n. Chr. von den Kariben verdrängt. In den unzugänglichen Höhen konnten sich die Kariben hier lange gegenüber den Europäern behaupten, vermischten sich mit geflohenen afrikanischen Sklaven und wurden „Schwarze Kariben“ genannt. Sie erlaubten den Franzosen 1719 eine dauerhafte Siedlung auf der Insel. Im Frieden von Aachen (1748) wurde für die Insel zwischen England und Frankreich Neutralität vereinbart. 1763 beanspruchten die Engländer die Insel wieder für sich. Nach einigem Hin und Her besiegten die Engländer 1797 die schwarzen Kariben und deportierten 5000 von ihnen nach Britisch-Honduras.